# Mega Mall
Le Mega Mall est un centre commercial marocain situé à Rabat construit en 2005. Il contient plusieurs magasins de grandes marques, des restaurants fast-food, une piste de bowling, une patinoire et une salle de sport City Club.
Il est situé dans l'arrondissement Souissi de Rabat

## Histoire
Le Mega Mall a ouvert ses portes le mardi 3 mai 2005 dans le quartier de Souissi à Rabat.

## Caractéristiques
Le bâtiment possède un sous-sol, un rez-de-chaussée ainsi qu'un 1er étage. La patinoire est construite sous le parking côté Avenue Mohamed VI.

## Magasins
Restauration : BlueBerry, Chipotle, Tacos y Nachos, My Food, World Burger, Tino's Coffee, Amareno, Domino's, Kiotori, L'Italien.
Habits-Jouets-Cosmétique: PimKie - Jennyfer - La Grande Récre - Yves Rocher - Du pareil au même - Tape à l'œil - Bossini - Kid's Village...
Loisirs: Jeux enfants - Cinémé (parfois) - Simulateur 5D